# Tân Long, Đồng Tháp
Tân Long là một xã thuộc tỉnh Đồng Tháp, Việt Nam.

## Địa lý
Xã Tân Long có vị trí địa lý:
Xã Tân Long có diện tích tự nhiên 94,86 km², dân số năm 2025 là 76.717 người, mật độ dân số đạt 808 người/km².

## Lịch sử
Vào ngày 23 tháng 2 năm 1983, Hội đồng Bộ trưởng ban hành Quyết định 13-HĐBT. Theo đó, xã Tân Long thuộc huyện Thanh Bình.
Vào ngày 13 tháng 2 năm 1987, Chủ tịch Hội đồng Bộ trưởng ban hành Quyết định 27-HĐBT. Theo đó, chia xã Tân Long thành 2 xã lấy tên là xã Tân Long và xã Tân Bình; tách một phần ấp Hạ của xã Tân Qưới để sáp nhập vào xã Tân Bình.
Ngày 16 tháng 6 năm 2025, Ủy ban Thường vụ Quốc hội ban hành Nghị quyết số 1663/NQ-UBTVQH15 về việc sắp xếp các đơn vị hành chính cấp xã của tỉnh Đồng Tháp năm 2025. Theo đó, sắp xếp toàn bộ diện tích tự nhiên, quy mô dân số của các xã Tân Bình, Tân Hòa (huyện Thanh Bình), Tân Quới, Tân Huề, Tân Long và một phần diện tích tự nhiên, quy mô dân số của xã Phú Thuận B thành xã mới có tên gọi là xã Tân Long.
Sau khi sáp nhập, xã Tân Long có 94,86 km² diện tích tự nhiên và dân số 76.717 người.